# Flüchtlinge und Binnenvertriebene in Aserbaidschan
Statistisch gesehen besitzt aufgrund des Bergkarabachkonflikts mehr als ein Achtel der Aserbaidschanischen Bevölkerung einen Flüchtlingsstatus. Vorübergehend war Aserbaidschan weltweit das Land mit dem höchsten Anteil von Flüchtlingen und Binnenvertriebenen an seiner Gesamtbevölkerung. Als politische Vertretung der Aseris aus Armenien fungiert die Mutterlandspartei, die den autoritären Kurs des Präsidenten İlham Əliyev unterstützt.

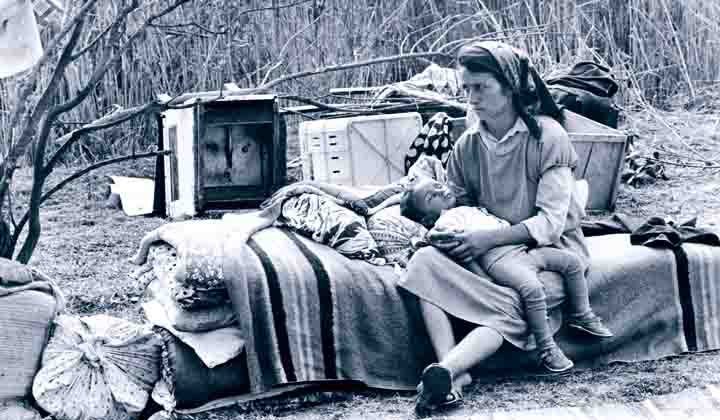
Aserbaidschanische Flüchtlinge aus Bergkarabach 1993

## Flüchtlinge aus Armenien
Schätzungen des UNHCR belaufen sich auf knapp 200.000 Aserbaidschaner in Armenien vor dem Bergkarabachkonflikt, die aber nach den Pogromen in Aserbaidschan gegen die Armenier  in Sumgait (1988) und Baku (1990) praktisch vollständig durch die lokalen armenischen Behörden vertrieben wurden beziehungsweise vor gewalttätigen Angriffen nach Aserbaidschan flohen. Diesen Zahlen sind noch die aus Armenien geflüchteten Muslime zuzurechnen, die keine Aseris waren. Die aserbaidschanischen Behörden haben voneinander abweichende Zahlen zwischen 200.000 und 250.000 Flüchtlingen aus Armenien genannt, doch neigen sie aus politischen Gründen dazu, sie mit den Binnenvertriebenen (wie etwa den auf Grund des Massakers von Chodschali aus Bergkarabach geflohenen) zu kombinieren.
Nach Verabschiedung eines neuen Staatsbürgerschaftsgesetzes 1998 beantragten die meisten aserbaidschanischen Flüchtlinge aus Armenien die aserbaidschanische Staatsbürgerschaft. Nach Schätzungen des UNHCR hatten bis Ende 2001 die meisten von ihnen die Staatsbürgerschaft bereits erhalten oder waren zumindest im Naturalisierungsverfahren.

## Flüchtlinge aus Bergkarabach und umliegenden Gebieten
In Aserbaidschan gibt es laut Analysen des Internal Displacement Monitoring Centre (IDMC) 569.000 Binnenvertriebene. Die Aseris wurden während des Krieges mit Armenien um Bergkarabach vertrieben. Ca. 40.000 aus Bergkarabach und 560.000 aus den umliegenden sieben besetzten aserbaidschanischen Gebieten – Kelbecer, Fizuli, Gubadli, Jabrail, Latschin, Zengilan und Agdam.
Laut der sowjetischen Volkszählung von 1989 lebten im Autonomen Gebiet Bergkarabach vor dem Krieg 40.688 Aserbaidschaner, die ein Viertel der Gesamtbevölkerung von Bergkarabach ausmachten. Im Zuge des Krieges wurden alle Aserbaidschaner aus Bergkarabach vertrieben beziehungsweise flohen. Nach Angaben des Hochkommissars der Vereinten Nationen für Flüchtlinge gab es im Jahr 2005 in Aserbaidschan 578.545 Binnenvertriebene.

## Gesamtzahl
Die aserbaidschanischen Behörden geben aus politischen Gründen in der Regel kombinierte Zahlen für Außen- und Binnenvertriebene von über einer Million Menschen an. Nimmt man die vom UNHCR ermittelten Zahlen von etwa 200.000 aserbaidschanischen Flüchtlingen aus Armenien zuzüglich der geflüchteten übrigen Muslime und die rund 580.000 Binnenvertriebenen, so ergibt sich eine Gesamtzahl von grob 800.000 Menschen.

## Gegenseitige ethnische Säuberung
Während des Bergkarabachkrieges wurden in den jeweils eroberten Gebieten mit ethnisch „feindlicher“ Bevölkerung von beiden Seiten – Armeniern wie auch Aserbaidschanern – umfangreiche ethnische Säuberungen vollzogen. Durch Flucht und Vertreibung von Aserbaidschanern, die zuvor in der Autonomen Oblast Bergkarabach etwa 25 % der Gesamtbevölkerung ausgemacht hatten, wurde das Gebiet unter der Kontrolle der Republik Arzach zu einer Region äußerster ethnischer Homogenität. Laut einer Volkszählung in Bergkarabach 2005 bestand die Bevölkerung zu 99,7 % aus ethnischen Armeniern. Umgekehrt blieben im Gebiet unter Kontrolle der Republik Aserbaidschan fast keine der im Jahre 1979 noch gut 352.400 außerhalb der Autonomen Oblast lebenden Armenier Aserbaidschans mehr zurück.

## Belastung der Wirtschaft
Laut Regierungsaussagen belaufen sich die Ausgaben für Flüchtlinge und Binnenvertriebene auf jährlich 3 % des Bruttoinlandsprodukt des Landes.

## Lebensstandard
Die Binnenflüchtlinge genießen keine Freizügigkeit. Die Regierung begrenzt die Möglichkeit der Flüchtlinge, in Städte zu ziehen. Laut einer im Jahr 2010 vorgelegten Studie der Weltbank wohnten 35 % der Flüchtlinge in für sie neu geschaffenen Siedlungen, für die sie aber kein dauerhaftes Wohnrecht bekommen haben. Die restlichen Flüchtlinge, die finanziell nicht in der Lage waren, selbst für Wohnraum zu sorgen, lebten in Sammel-Centern, bei Verwandten und in verlassenen Wohnungen. In den Jahren 2004 bis Ende 2007 hat die aserbaidschanische Regierung 57 Siedlungen mit insgesamt 16.790 Häusern errichtet. Im Dezember 2007 schloss das letzte Notfallcamp. Mehr als einer von drei Flüchtlingen hat kaum Zugang zu Heizmöglichkeiten. Die Mehrheit der Flüchtlinge hat keinen permanenten Zugang zu Wasser, Elektrizität oder Heizmöglichkeiten. Während ähnlich zur restlichen Bevölkerung rund 11 % der Flüchtlinge als arm gelten, schwankt diese Zahl innerhalb der Binnenflüchtlinge je nach Wohnort. Sind 9,1 % der Flüchtlinge in Baku von Armut bedroht, leben 50 % der als arm geltenden Flüchtlinge in anderen Städten, in denen 18,3 % der Flüchtlinge als arm gelten. Anfang der 1990er Jahre war Arbeitslosigkeit das größte Problem für Flüchtlinge und Binnenvertriebene in Aserbaidschan. Laut Schätzungen des Aserbaidschanischen Staatlichen Komitees für Flüchtlinge und Binnenvertriebene haben 42 % der intern Vertriebenen feste Arbeitsplätze, 48 % gehen zeitlich befristeten Beschäftigungen nach und 10 % sind arbeitslos. 2007 bekamen ca. 530.000 Binnenflüchtlinge finanzielle Hilfen von der Regierung. Im Vergleich zur restlichen Bevölkerung besuchen weniger Kinder und Jugendliche der Binnenflüchtlinge Schulen. Dies wird verschiedenen Faktoren wie fehlenden Schulbüchern und Kleidung, mangelnden Transportmöglichkeiten, den weiten Entfernungen zwischen den Flüchtlingssiedlungen und den Schulen sowie der frühen Heirat von weiblichen Flüchtlingsmädchen zugeschrieben. Aufgrund des temporären Aufenthaltsstatus der Flüchtlinge haben sie Schwierigkeiten beim Kauf von Wohneigentum, Land sowie Geschäften. Diese finanzielle und rechtliche Barriere behindert laut UNHCR die langfristige Teilnahme am sozialen und ökonomischen Leben. Viele Binnenflüchtlinge sind auf Hilfe bei der Ernährung angewiesen. 33 % der Familien hatten 2007 eine gute, 61 % eine genügende und 6 % eine schlechte Versorgung mit Nahrung.

### Unterstützung der Europäischen Union und andere Organisationen
Die Europäische Union unterstützt Aserbaidschan durch das Europäische Nachbarschafts- und Partnerschaftsinstrument in Nachkonfliktsituationen einschließlich Hilfe für Flüchtlinge und Vertriebene. Die EU hilft Aserbaidschan dabei, die Kapazitäten des Staatlichen Komitees für Flüchtlinge und Binnenvertriebene zu stärken. Weiter sind eine Reihe von UN-Organisationen sowie andere Hilfsorganisationen in Aserbaidschan vertreten und unterstützen die Regierung beim Thema Binnenflüchtlinge, darunter die UNDP, Internationale Organisation für Migration, die Weltbank, der Internationale Währungsfonds, UNICEF, die WHO sowie der Bevölkerungsfonds der Vereinten Nationen.

### Unterstützung der aserbaidschanischen Regierung
Aserbaidschan hat in den letzten Jahren aufgrund des steigenden Einkommens durch den Energieexport bedeutende Fortschritte gemacht, den Lebensstandard der Flüchtlinge und intern Vertriebenen zu verbessern. Aus der Statistik der Weltbank 2010 geht hervor, dass 73 % der Flüchtlinge und Binnenvertriebenen ihren Lebensunterhalt hauptsächlich aus staatlicher Unterstützung beziehen.
Im Jahr 2011 wurde die Nahrungsversorgung von intern Vertriebenen mit einer finanziellen Unterstützung von etwa 1 Mio. US-Dollar durch die aserbaidschanische Regierung verbessert. Knapp 150 Mio. US-Dollar gibt die aserbaidschanische Regierung im Jahr 2018 für das Staatliche Komitee für Flüchtlinge und Binnenvertriebene aus, um den Lebensstandard von Flüchtlingen und Binnenvertriebenen zu verbessern sowie Neubaugebiete zu errichten.

## Nutzung von Wohnraum vertriebener Armenier
Durch Flucht und Vertreibung von Armeniern aus Aserbaidschan nach Armenien, Bergkarabach und Russland wurde auch Wohnraum für aserbaidschanische Binnenflüchtlinge frei. Nach Angaben von Human Rights Watch flohen schätzungsweise 350.000 Armenier in zwei Wellen 1988 und 1990 nach mehreren Pogromen unter anderem in Sumgait (1988), Kirowabad (1988) und Baku (1990). Bis 1991 hatten bereits insgesamt 500.000 Menschen Aserbaidschan verlassen. 1991 in der Operation Ring und im Juni 1992 endgültig in einer erfolgreichen aserbaidschanischen Offensive wurden etwa 17.000 Armenier aus dem zuvor fast in Gänze armenischsprachigen Rajon Schahumjan gezwungen, das Land zu verlassen. In den folgenden Jahren wurde Schaumjanowsk, das ehemalige Nerkin Schen, das 1992 den neuen aserbaidschanischen Namen Aşağı Ağcakənd erhielt, mit aserbaidschanischen Flüchtlingen aus Armenien sowie Binnenvertriebenen aus Bergkarabach und umliegenden Gebieten besiedelt.

## Rückkehr in 1994 zurückeroberte Gebiete
Kurz vor Abschluss des Waffenstillstands 1994 gelang es den Aserbaidschanischen Streitkräften, Teile des vier Monate lang vollständig von den Karabach-Armeniern besetzten Rajons Fizuli mit 22 von insgesamt 76 Dörfern zurückzuerobern. Die Bevölkerung aus Fizuli war in mehreren Zeltlagern in Bilasuvar untergekommen. Zwischen 1995 und 1998 kehrten etwa 49.000 Personen nach Fizuli zurück. 2003 folgten nach der Auflösung von fünf Zeltlagern in Bilasuvar weitere 32.000 Menschen.

## Dauerhafte Lösungen – Rückkehr oder Integration
Nach Umfragen des UNHCR zwischen 2005 und 2010 wollten die meisten Binnenvertriebenen in ihre alte Heimat zurückkehren, viele waren hierüber jedoch unentschlossen. Insbesondere jüngere Menschen unter 25 Jahren, also Personen, die fern von Bergkarabach aufgewachsen waren, und darunter besonders Frauen, wollten lieber an ihrem aktuellen Wohnort weiterleben. Manche Vertriebene geben aber den Willen auf Rückkehr mit Nachdruck an ihre in der neuen Heimat geborenen Kinder weiter.
Die aserbaidschanische Regierung betrachtet die Rückkehr der Flüchtlinge als einzige akzeptable Option und lehnt deshalb Maßnahmen zu einer dauerhaften Integration ab. Sie bietet offiziell nur begrenzte und zeitweilige Lösungen an, um den Willen der Binnenvertriebenen auf Rückkehr wachzuhalten. Deshalb werden auch „Stadtverwaltungen im Exil“ unter dem Namen der verlassenen Städte in Bergkarabach und Umgebung weiterbetrieben, die auch eigene, getrennte Schulen betreiben. Obwohl von Seiten der Vereinten Nationen hervorgehoben wurde, dass sich Integration mit Verbesserung der Lebensbedingungen und die Möglichkeit einer Rückkehr keineswegs ausschlössen, stellt sich die aserbaidschanische Regierung gegen Maßnahmen einer Integration vor Ort. Ein staatlich erwünschtes Hindernis für die Integration sind beispielsweise auch die eingeschränkte Freizügigkeit und die Tatsache, dass die Regierung den Vertriebenen keine Grundstücke oder Wohnungen als Eigentum anbietet.
Laut einer Studie unter Binnenvertriebenen landesweit waren etwa 33 % der Befragten in der lokalen Bevölkerung assimiliert, weitere 30 % vergleichsweise integriert, etwa 36 % nicht integriert und der Rest marginalisiert. Nach anderen Untersuchungen waren es insbesondere die Binnenflüchtlinge in Baku und anderen großen Städten, die offenbar gut integriert waren. In ländlichen Gegenden, wo die Flüchtlingssiedlungen oft isoliert von anderen Ortschaften angelegt wurden, kommt es deshalb eher zu keiner Integration.